# Медієш-Ритурі
Медієш-Ритурі (рум. Medieș-Râturi) — село у повіті Сату-Маре в Румунії. Входить до складу комуни Медієшу-Ауріт.
Село розташоване на відстані 436 км на північний захід від Бухареста, 24 км на схід від Сату-Маре, 118 км на північ від Клуж-Напоки.

## Населення
За даними перепису населення 2002 року у селі проживали 322 особи, усі — румуни. Усі жителі села рідною мовою назвали румунську.